# 防錆紙
防錆紙（ぼうせいし、英語：anti-corrosion paper, anti-rust paper）とは、防錆剤と紙を組み合わせた梱包資材である。さび止め紙（さびどめし）とも呼ばれる。
金属製品の錆（さび）または腐食の発生を抑制する機能を持つ紙の総称である。
JIS Z 1535:1994の5.6（接触さび止め性）に合格する性能をもっているものとされる。さび止め包装方法通則（JIS Z 0303:2009）による。
JIS Z 0303(2009)「さび止め包装方法通則」では、「気化性さび止め紙」と「さび止め紙」は区別して使用されている。
また、「気化性さび止め紙」に規定された気化性さび止め性試験（通称：VIA [Vapor Inhibitor Ability]試験）の合否によって「気化性防錆性能」を判断している。
自動車や金属、機械工業の分野で使用されている。

## 分類
- 気化性防錆紙
- 接触型防錆紙

## 歴史
- 1940年代 - Shell Petroleum（アメリカ）が気化性防錆剤を発明
- 1950年代 - アメリカから日本へ紹介され、朝鮮戦争時の物資補給で利用
- 1957年 - 社団法人 日本防錆技術協会を設立
- 1959年 - 「JIS Z 1519:鉄鋼用気化性さび止め剤」

　　　　　　「JIS Z 0303:さび止め包装方法通則」を制定
- 1973年 - 「JIS Z 1519:鉄鋼用気化性さび止め剤」から「JIS Z 1535:気化性さび止め紙」が分離
- 1997年 - 「JIS Z 0321:銅及び銅合金用気化性腐食抑制紙」

　　　　　　「JIS Z 0320:銅及び銅合金用気化性腐食抑制剤」を制定